# Cornus peruviana
Cornus peruviana är en kornellväxtart som beskrevs av James Francis Macbride.
Cornus peruviana ingår i släktet korneller och familjen kornellväxter. Inga underarter finns listade i Catalogue of Life.